# Bogumil Zepler
Bogumil Zepler   (Breslau, 6 de maig de 1858 - Karpacz, 17 d'agost de 1918) va ser un compositor alemany. Les seves cançons, operetes i òperes resten oblidades en gran part avui i són cantades o interpretades rarament.

## La vida i la feina
A petició dels seus pares, Zepler inicialment va estudiar medicina al seu lloc de naixement, però després de completar el seu doctorat, va recórrer a la música que li havia interessat des de la infància. Després de la mort del pare, Zepler es va traslladar amb la seva mare a Berlín, on va adquirir bases musicals de Heinrich Urban, un conegut professor de composició i consultor de música per a la "Vossische Zeitung".
El 1891 una orquestra de cambra va interpretar la primera composició de Zepler al teatre Wallner: Honor de la cerveseria de Berlín - Cavalleria Berolina, una paròdia de Cavalleria rusticana de Pietro Mascagni. L'any següent, la seva òpera còmica d'un acte, Der Brautmarkt zu Hira, va sortir a l'escenari de l'Òpera de Kroll.
Aquests dos treballs van mostrar el costat serè del talent de l'autor. Però a la peça següent, l'òpera còmica de llarga durada Der Vicomte von Letorières, que es va estrenar a Hamburg el 1898, també va sortir a la nota la lírica. Tot i això, Bogumil Zepler no només es va comprometre amb una música alegre, sinó que també va crear composicions a l'estil dramàtic de l'escola neo-italiana amb la nit d'un sol acte - basada en el baríton italo-suís Mario Leone Fumagalli - així com amb la pantomima The Gallows Deadline (basada en material Wolzogens).
Tanmateix, en totes les obres de Zepler predomina el melòdic-serè i graciós, que es va representar posteriorment al Colorful Theatre (Überbrettl) fundat per Wologene. Aquí al públic els agradava els seus nombres vocals enganxosos com Laufmädel, Königssohn, Pfaffenkutten, Gelbstern, Das Lied vom Mädel i altres. La reputació creixent de Zepler es va deure també a l'èxit d'aquesta empresa. Les seves cançons foren ara interpretades amb molt de gust per altres cantants, que també el van impulsar a crear noves composicions.
Altres composicions inclouen llibres de cançons, la suite de ballets Teufelsmesse per a gran orquestra, una pantomima de ballet (basada en el material de H. Regel) i l'òpera de Diògenes d'un sol acte (basada en un llibret de Julius Freund). Aquesta opereta es va estrenar al Teatre Central de Berlín. A més, van venir les òperes Hänsel und Gretel (1894), The Love Fortress (Berlín, 1905) The Baths of Lucca (Berlín, 1905, després de Heinrich Heine), Lohengrin (1905) i Monsieur Bonaparte (Leipzig, 1911). Després dels èxits a la Überbrettl, Zepler va seguir altres composicions paròdiques, composicions com Willumitzer'sche Neue Lorelei, Das Lied vom bühne Kohn im Kahn, König von Yvetot o Der Rohrpostbrief, que normalment oferia als visitants al restaurant Colster de Kantstrasse núm. 8.
Zepler, que havia pres el seu apartament al Olivaer Platz de Berlín cap al 1900, va publicar una reducció al piano completa de la música escènica per a The Bad Spirit Lumpacivagabundus de Johann Nestroy el 1903 i va ser així un dels primers que es va dedicar seriosament a aquest gènere. Entre 1906 i 1918 va publicar Hefte Musik für Alle heraus. Aquestes revistes mensuals per a la cura de la música folk van ser publicades per Ullstein & Co. i Zepler va saber apropar els lectors a les obres escèniques musicals, i també va fer accessibles les biografies dels compositors per a un ampli ventall d'interessats. En els seus últims anys, Zepler, que era jueu pel seu origen, va dirigir-se als temes del judaisme i va compondre, per exemple, un salm per a violí, arpa i orgue, o va escriure la cançó de Sabbath lecho daudi en un estil oriental completament nou. La família va viure llavors a Wilmersdorf (barri de Berlín), a la Prinzregentenstrasse 79 fins al final de la seva vida.